# Porcellio linsenmairi
Porcellio linsenmairi là một loài chân đều trong họ Porcellionidae. Loài này được Schmalfuss miêu tả khoa học năm 1989.